# Bakovenbouw v/h H.P. den Boer
Bakovenbouw v/h H.P. den Boer richtte zich op de productie van bakkerijovens en aanverwante installaties voor broodbakkerijen. Het bedrijf was aanvankelijk gevestigd te Rotterdam, vanaf 1924 in Dordrecht. 

## De oprichtingsjaren

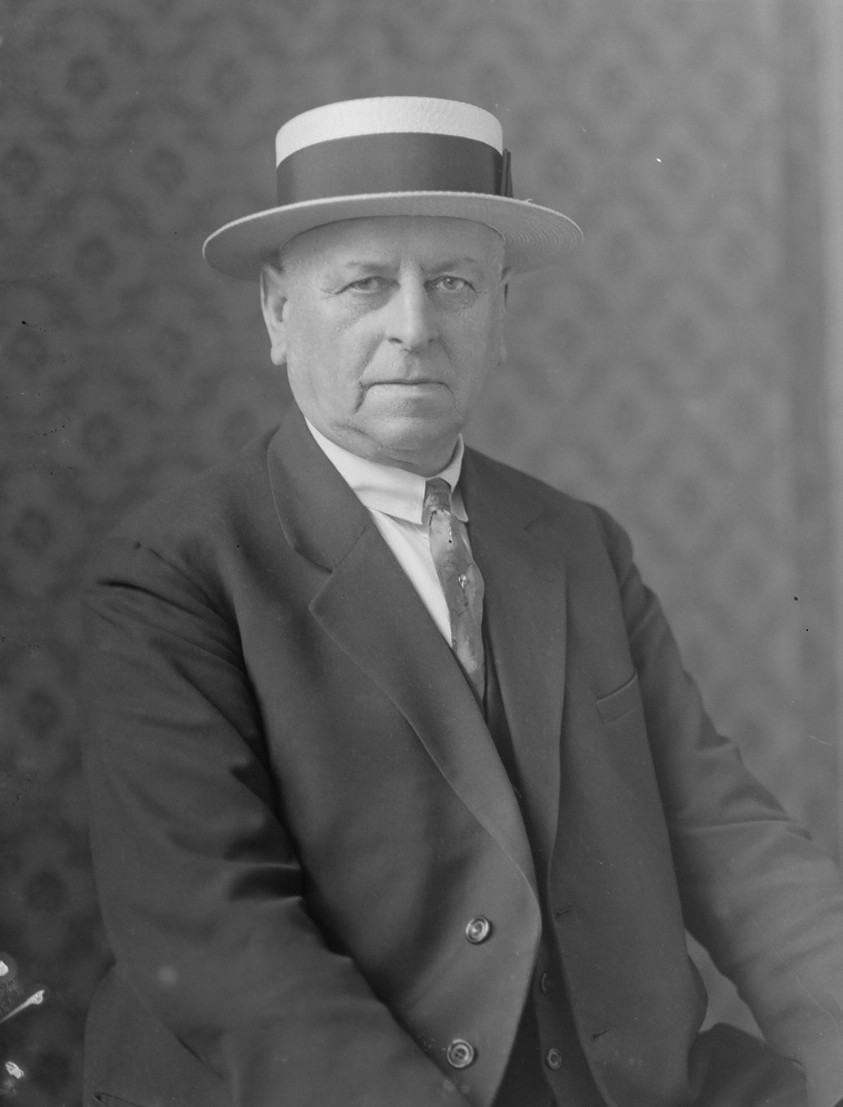
H.P. den Boer, oprichter Bakovenbouw, Regionaal Archief Dordrecht, Collectie Beerman RAD 309_17589

Oprichter van het bedrijf, Hendrik Pieter den Boer (Capelle aan den IJssel, 28 september 1860), was als metselaar werkzaam in de bouw. Rond 1888 begon hij met het bouwen van bakovens; directe aanleiding was een vraag van bakker Schulte te Rotterdam om een zogenoemde Königswinteroven te bouwen. Het revolutionaire van deze ovens was dat zij met steenkool werden gestookt in plaats van hout. De ovenbouw werd een specialiteit waarbij naast metselwerk ook ijzeren en mechanische onderdelen kwamen. Hiervoor richtte Den Boer in 1898 een smederij annex timmerwerkplaats met een gasmotor op, met een tiental medewerkers, in een bescheiden pand in de Wollenfoppenstraat in Rotterdam. Deze werkplaats werd in 1903 uitgebreid met onder meer een kopergieterij en in 1905 nogmaals. In 1906 kwam en een steenfabriek met hydraulische tegelpers en in 1907 kwam er een broodbakkerij bij. Een volgende uitbreiding, in 1911, omvatte onder meer een lasinrichting.

## Innovatie en perfectie
Na een kortstondige periode van bouw van Königswinterovens schakelde Den Boer over op heteluchtovens. Deze werden steeds meer geperfectioneerd en uitgerust met een eigen vinding, de zogenoemde ‘Kerns en Accumulatoren’ waarmee de bakproducten er fraaier uitzagen. De ovens werden -na het verkrijgen van octrooien- in de handel gebracht onder de merknaam KERNAC. De verkoop van de ovens verliep voorspoedig; in 1916 meldde het bedrijf dat in Nederland en de overzeese gebieden 200 ovens waren gebouwd en daarnaast een aanzienlijk aantal in België .
Na een faillissement in 1914 zette een aantal crediteuren de zaak alsnog verder als nv NV Eerste Nederlandsche Fabriek voor Bakovenbouw en Bakkerijinstallaties v/h H.P. den Boer, waardoor Den Boer het alleeneigenaarschap van het bedrijf verloor maar wel de technische leiding behield. Het bedrijf floreerde vervolgens. Begin jaren twintig zocht het bedrijf - dat op meerdere locaties in Rotterdam gevestigd was, hetgeen kostenverhogend werkte - een nieuwe locatie. De keuze viel op Dordrecht.

## Dordrecht

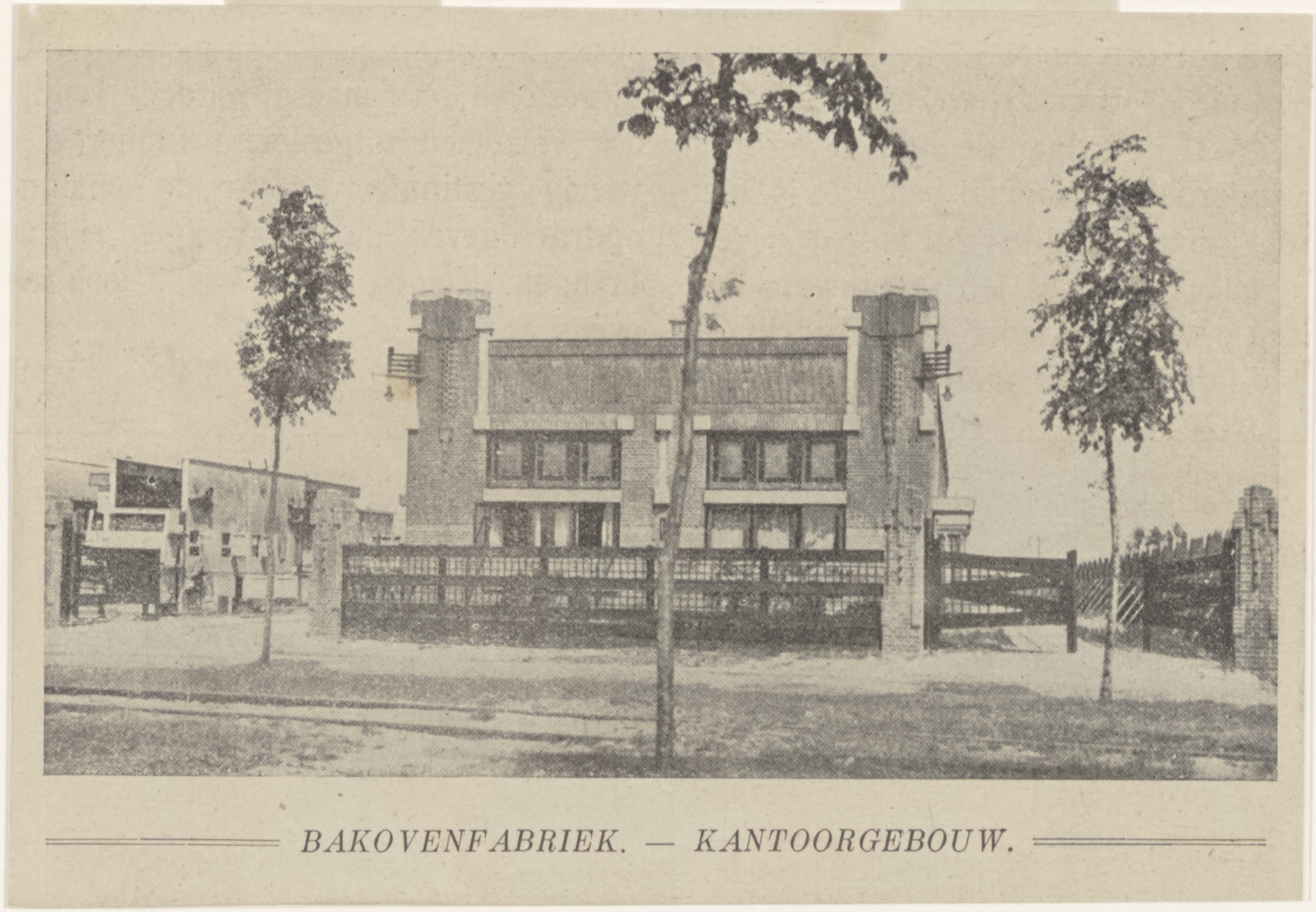
Kantoorgebouw Bakovenbouw, Merwedestraat, ca. 1924 (Regionaal Archief Dordrecht 552_100402

In 1923 besloten Burgemeester en Wethouders van Dordrecht om aan de Eerste Nederlandse Fabriek voor Bakovenbouw v/h H.P. den Boer een terrein van 7.500 m² aan de Merwedestraat toe te wijzen. Het terrein ligt in het gebied waar anno 2024 onder andere de supermarkten Aldi en de Jumbo zijn gevestigd. Begin 1925 was het bedrijf volledig operationeel en rond dit jaar werd de overschakeling van gemetselde ovens naar stalen ovens ingezet; dit was niet vanzelfsprekend omdat veel afnemers vonden dat gemetselde ovens “lekkerder” bakten.

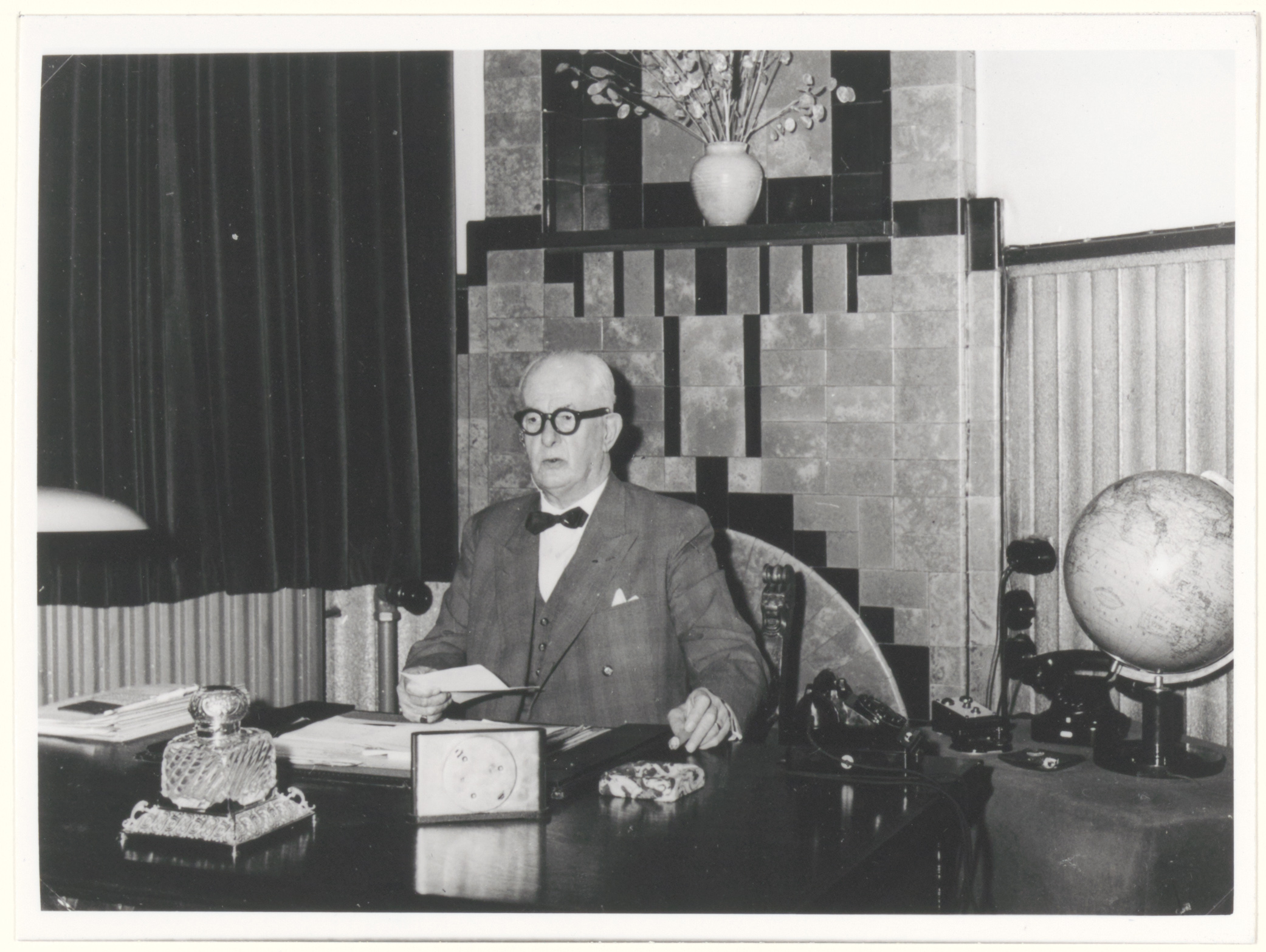
L.C. Waalwijk, foto A.Pool, Regionaal Archief Dordrecht RAD 552_328152-GPV

In Dordrecht nam het bedrijf een grote vlucht. Belangrijk daarbij was L.C. Waalwijk,  verantwoordelijk voor de binnenlandse en internationale verkoop. In 1929 startte de afdeling machinefabriek met de vervaardiging van tandwielen. 
Na het aftreden van oprichter Den Boer als directeur, in 1935, werd Waalwijk directeur naast zoon M.M. den Boer (tot diens overlijden in 1952). Tijdens de crisisjaren groeide onderneming gestaag en tijdens de oorlogsjaren werd de bedrijfsvoering zo veel als mogelijk voortgezet. Veel geïnstalleerde ovens werden tijdens de oorlogsjaren vernield; dit bood kansen voor het bedrijf voor reparatie en levering van nieuwe ovens. In 1947 waren er in totaal meer dan 1000 BAKO ovens in gebruik. Het bedrijf had een grote internationale betekenis, werd zelfs de op één na grootste onderneming op dit gebied in Europa. In totaal werken in het bedrijf rond 400 personen, waarvan vijfentwintig continu in het buitenland ovensystemen opbouwden.

## Zorg voor het personeel

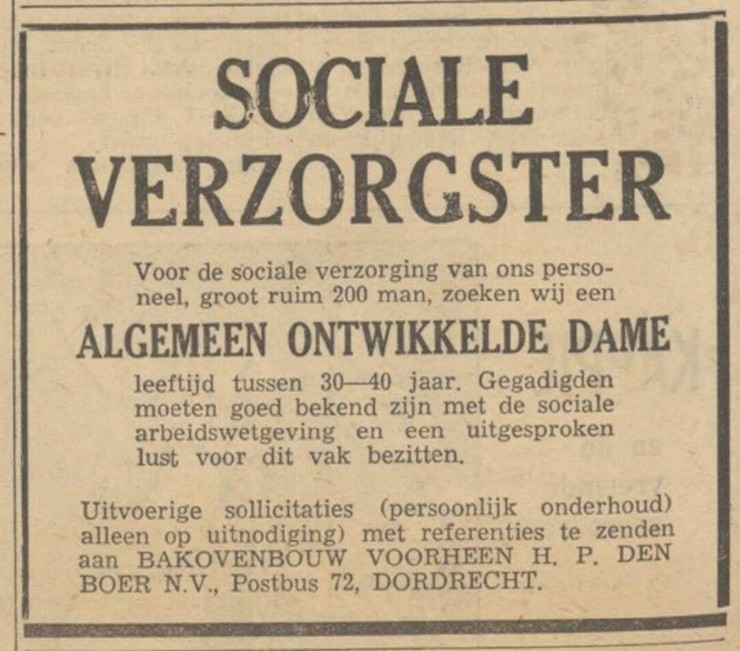
Advertentie in De Dordtenaar 24 aug 1946

In 1946 werd een medewerker gezocht voor de sociale verzorging van het personeel. Bijzonder voor die tijd was dat men om een vrouw vroeg. Hieruit ontstond later de afdeling Personeelszaken die als doel heeft het personeel optimaal te laten functioneren en te laten samenwerken. Het personeel van Bakovenbouw nam via het bedrijf deel aan het Dordtse sociale leven. Er werd onder de naam “Bakovenbouw” gevoetbald, gedamd, geschaakt, gebiljart, gevist, enz. Dit gebeurde in competitieverband tegen allerlei andere (ook niet meer bestaande) bedrijven zoals bijvoorbeeld Lips, Tomado, Verblifa en Aviolanda.

## Het vervolg

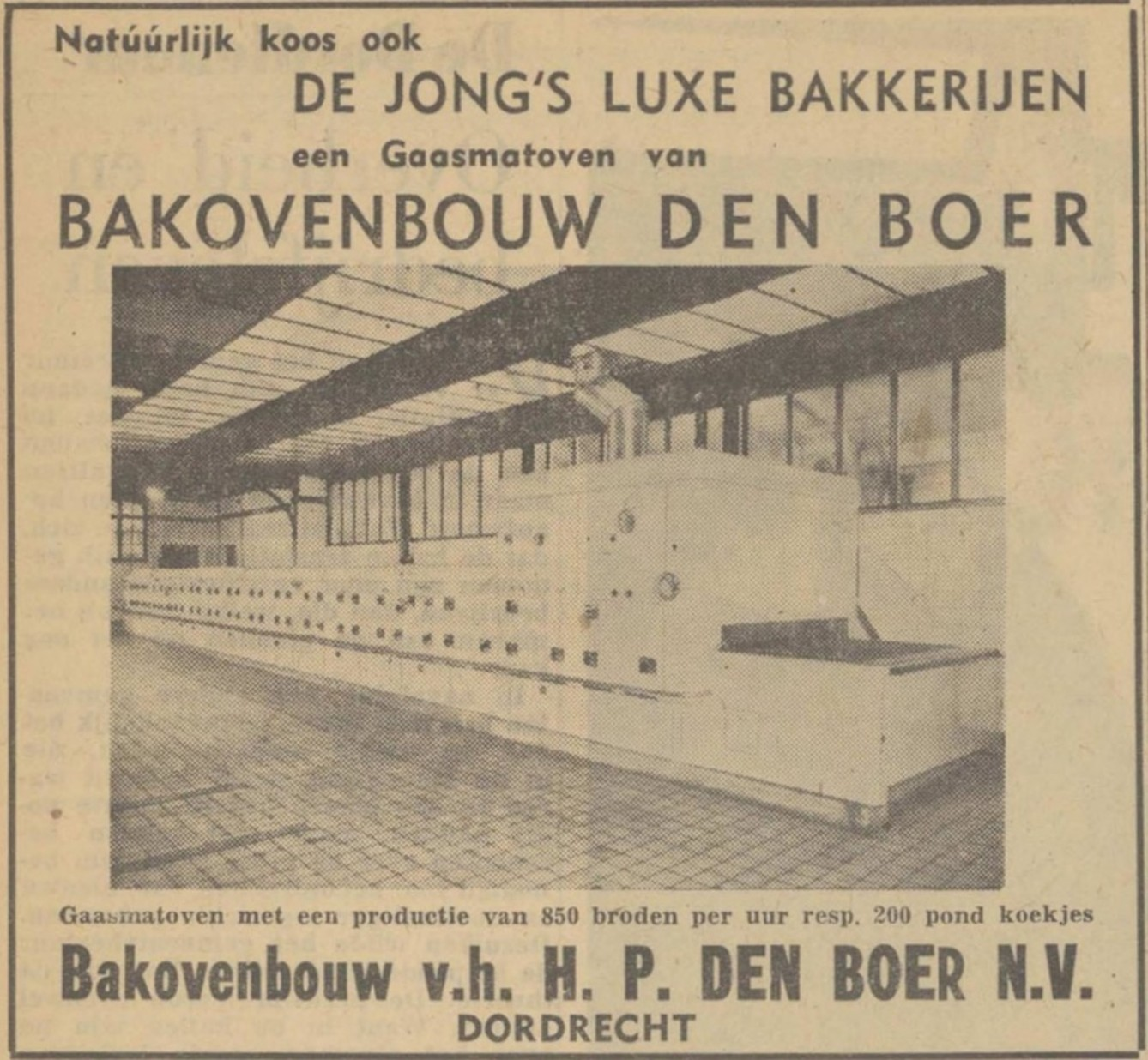
Advertentie De Dordtenaar, 26 feb 1952

Bakovenbouw was in 1961 een gezond bedrijf met een orderportefeuille voor twee jaar werk. Toch was opneming in een groot concern gewenst omdat de buitenlandse afnemers steeds langere krediettermijnen vroegen. Duitse en Engelse concurrenten konden dit in tegenstelling tot Den Boer wel bieden.Het succes van het bedrijf werd opgemerkt op de Amsterdamse beurs. De koers van de aandelen van het bedrijf steeg tot bijna 300%. Via geheime onderhandelingen verwierf het Amerikaanse American Machine and Foundry (AMF) te New York in 1961 alle aandelen.
Toen eind jaren zestig de zaken niet verliepen naar verwachting verkocht AMF in 1969 Den Boer aan de firma Fr. Winkler AG te Villingen. In 1978 besloot men de Nederlandse verkoop- en constructieafdelingen in het Duitse bedrijf te integreren. Tevens werd besloten tot naamswijziging in Winkler-Den Boer. De functie van de Nederlandse directeur werd de-facto die van bedrijfsleider.

## Faillissement
Begin jaren 1980 kwamen problemen als gevolg van een teruglopende markt en internationale concurrentie, de verkoop stagneerde. Na een aanvrage van surseance van betaling op 25 juni 1982 volgde op 29 juli het faillissement. Winkler wilde het bedrijf een doorstart geven onder de naam Winkler Nederland B.V. en daarbij een aantal personeelsleden overnemen maar deze plannen bleken strijdig met het Nederlandse recht waardoor dit geen doorgang kon vinden. Uiteindelijk kocht één van de -oud- medewerkers van Winkler-Den Boer de tekeningen, de voorraad en rechten van de curator. In 1983 startte men in Dalfsen onder de bedrijfsnaam Den Boer Ovenbouw Holland BV. Hij nam twee monteurs in dienst van het Dordtse bedrijf. Aanvankelijk richtte men zich op service en onderhoud; twee á drie jaar later werd in Dalfsen de eerste band-oven gebouwd. Om het bedrijf staande te kunnen houden werd samenwerking gezocht, dan wel gefuseerd met andere bedrijven uit de branche, waarbij de naam Den Boer altijd gehandhaafd bleef. Totdat een laatste fusie in 2002 leidde tot de naam AMG Bakery Systems Europe B.V. Anno 2024 is dit bedrijf gevestigd te Gorkum. Hoewel de naam Den Boer nog steeds voortleeft in één van de productlijnen is na 133 jaar de naam Den Boer uit de bedrijfsnaam verdwenen.

## Verder lezen
- Hans Jabaaij, Bakovenbouw v/h H.P. den Boer, Tijdschrift oud-Dordrecht, 2024-2